# Monastero di Santa Giulia

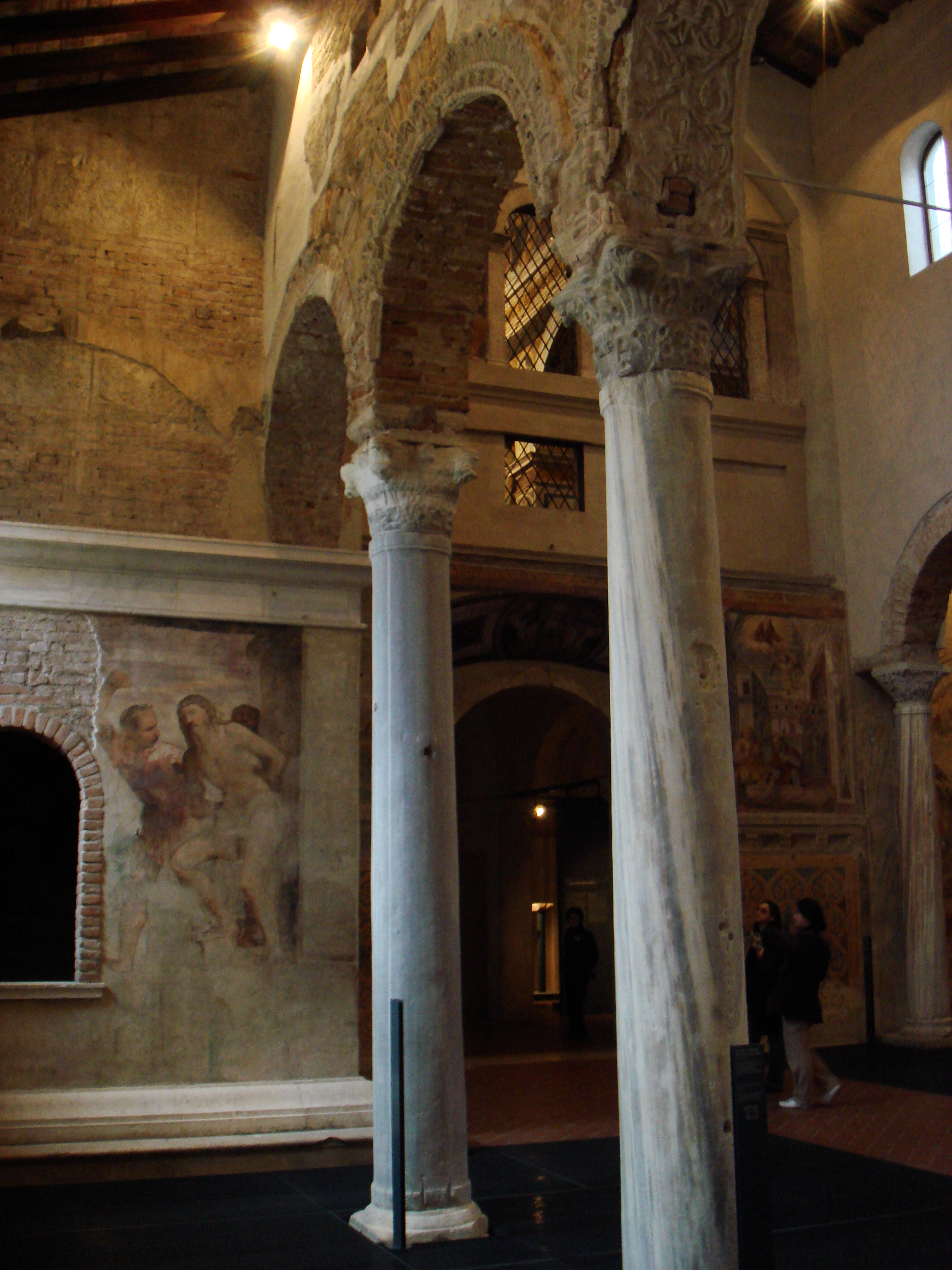
Interno della basilica di San Salvatore con le colonne romane di riutilizzo e la base del campanile con i dipinti di Romanino

Il monastero di Santa Giulia è un complesso conventuale che sorge a Brescia in via dei Musei, inglobando il più antico monastero di San Salvatore edificato in età longobarda. L'aspetto attuale del monastero deriva principalmente dai rifacimenti operati tra XV e XVI secolo.
Fa parte del sito seriale "Longobardi in Italia: i luoghi del potere", comprendente sette luoghi densi di testimonianze architettoniche, pittoriche e scultoree dell'arte longobarda, iscritto alla Lista dei patrimoni dell'umanità dell'UNESCO nel giugno 2011.

## Storia

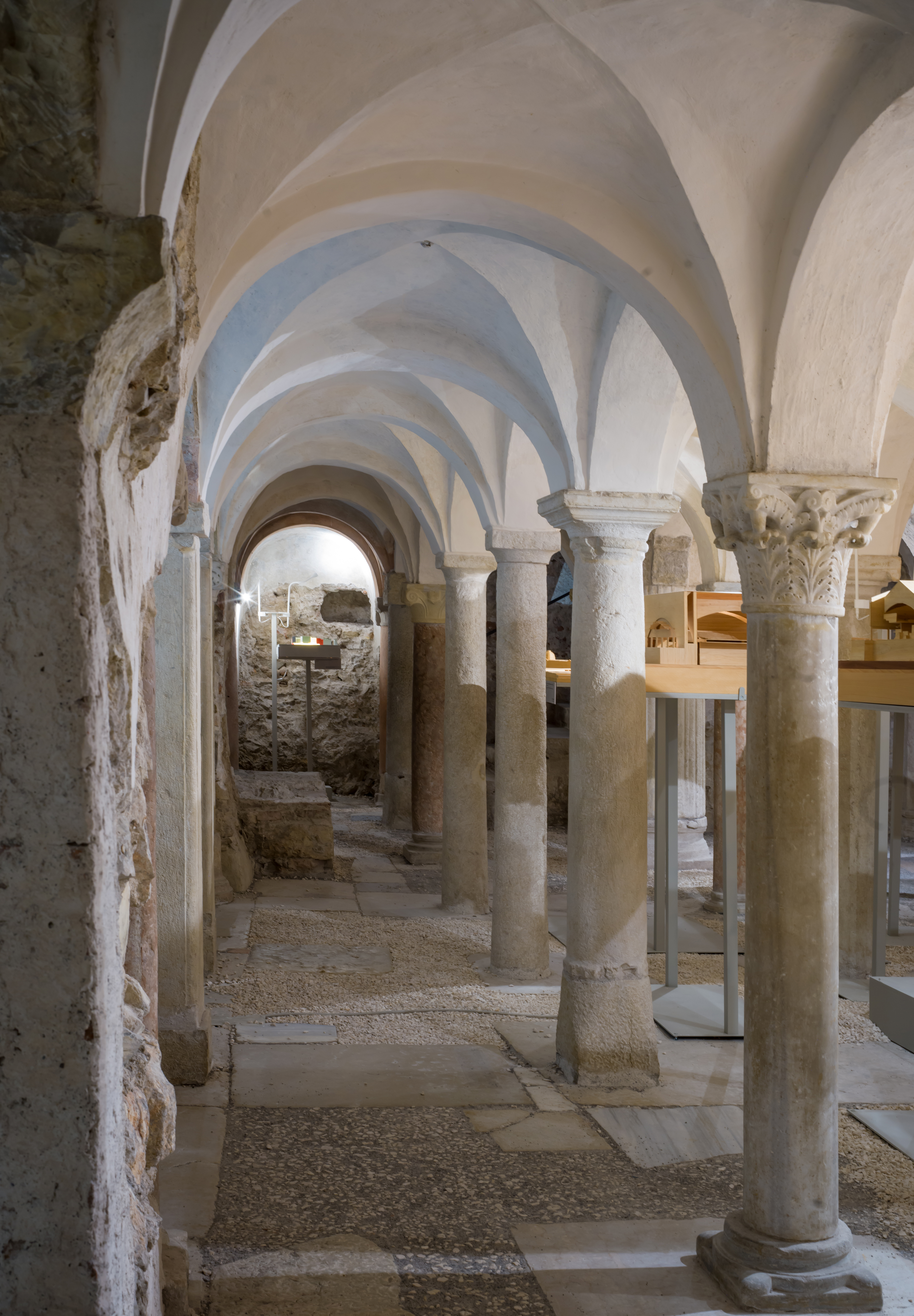
Interno della cripta di San Salvatore

Il coro delle monache

Il monastero di San Salvatore venne fondato nel 753 per volere del duca longobardo Desiderio (futuro re dei Longobardi) e di sua moglie Ansa. Era un monastero femminile e la prima badessa fu Anselperga, figlia dello stesso sovrano. Il monastero possedeva beni ingenti che andavano ben oltre il confine bresciano ed era al centro di una intensa attività di scambio commerciale; entrambi questi aspetti trovano giustificazione nel fatto che Santa Giulia ricopriva il ruolo di monastero "regio". Ulteriore prova dell’importanza di questo luogo di culto è testimoniata dal fatto che la cerimonia di consacrazione della basilica di San Salvatore, avvenuta nel 763, fu presieduta da Papa Paolo I in persona. Nella cripta della stessa basilica furono inoltre collocate le reliquie di Santa Giulia, provenienti dall’Isola di Gorgona, e quelle delle sante Sofia, Pistis, Elpis e Agape, e dei santi Ippolito e Pimenio, provenienti da Roma. Con l’ascesa al trono di Desiderio si ebbe un ulteriore impulso allo sviluppo del monastero, con l’intento di trasformarlo in una tomba dinastica: come affermato da fonti storiche, confermate da recenti ricerche archeologiche, nella basilica di San Salvatore furono sepolti la regina Ansa assieme ad altri membri della sua famiglia, probabilmente il padre e due suoi fratelli.
Dopo la sconfitta di Desiderio e la caduta del Regno longobardo (774), i Carolingi confermarono tutti i benefici precedentemente assegnati al luogo di culto, che proseguì la sua crescita economica ampliando i propri possedimenti in tutta Italia. Fin dall'età carolingia, il monastero era inoltre proprietario dell'importante porto sul Ticino di Sclavaria, posto fuori dalle mura di Pavia, allora capitale del Regno d'Italia. Nel 916 l'imperatore Berengario I concesse alla figlia Berta, badessa del monastero, la possibilità di realizzare un castello presso il porto.
Nella metà del XII secolo il monastero subì un primo importante rifacimento in stile romanico: furono ricostruiti i chiostri, la cripta di San Salvatore venne ampliata e venne edificato l'oratorio di Santa Maria in Solario. La struttura attuale è però da attribuire all'opera di completamento intrapresa alla fine del XV secolo, periodo in cui fu completato il coro delle monache, vennero nuovamente ricostruiti i chiostri ed in cui fu aggiunto l’edificio settentrionale destinato ai dormitori. Nel XVI secolo (1599) venne terminata infine la chiesa di Santa Giulia. 
Angelica Baitelli (badessa del Monastero tra il 1646 e il 1647) riordinò e mise in salvo una ricchissima documentazione riguardo al Monastero che rischiava di andare persa per noncuranza, raccogliendo memorie storiche dal 740 fino ai suoi giorni nel manoscritto "Annali storici dell'edificazione, erezione e dotazione del serenissimo Monastero di S.Salvatore e S.Giulia": la sua opera pose fine a una diatriba tra le suore e il vescovo diocesano, che voleva portare il monastero di Santa Giulia sotto la sua autorità; le suore si appellarono alle autorità laiche locali, portando a testimonianza della loro autonomia storica appunto il testo di Baitelli.
Il monastero non subì altre radicali trasformazioni fino al 1798, quando la struttura venne soppressa a seguito delle leggi rivoluzionarie giacobine. Fu convertito a caserma di cavalleria e tutti i suoi beni furono confiscati. L’intera struttura subì un degrado lento ma costante fino a che, nel 1882, venne adibita a Museo dell’età Cristiana. Nonostante ciò, la struttura rimase ancora per molto tempo in uno stato di semi-abbandono fino a quando, nel 1966, il comune di Brescia acquistò l’intera proprietà iniziando le opere di recupero architettonico e di creazione del nuovo museo di Santa Giulia.

## La struttura del monastero nei secoli
Il complesso comprende la basilica di San Salvatore, la cui forma attuale non è quella voluta originariamente da re Desiderio, bensì un rifacimento datato intorno al IX secolo. Essa è sovrapposta ad una chiesa preesistente ad una navata e tre absidi. A sua volta la chiesa sorge su un precedente edificio di epoca romana. Il preesistente complesso era il monastero dei Santi Michele e Pietro.
Il campanile fu costruito nel XIII-XIV secolo e fu dipinto dal Romanino.

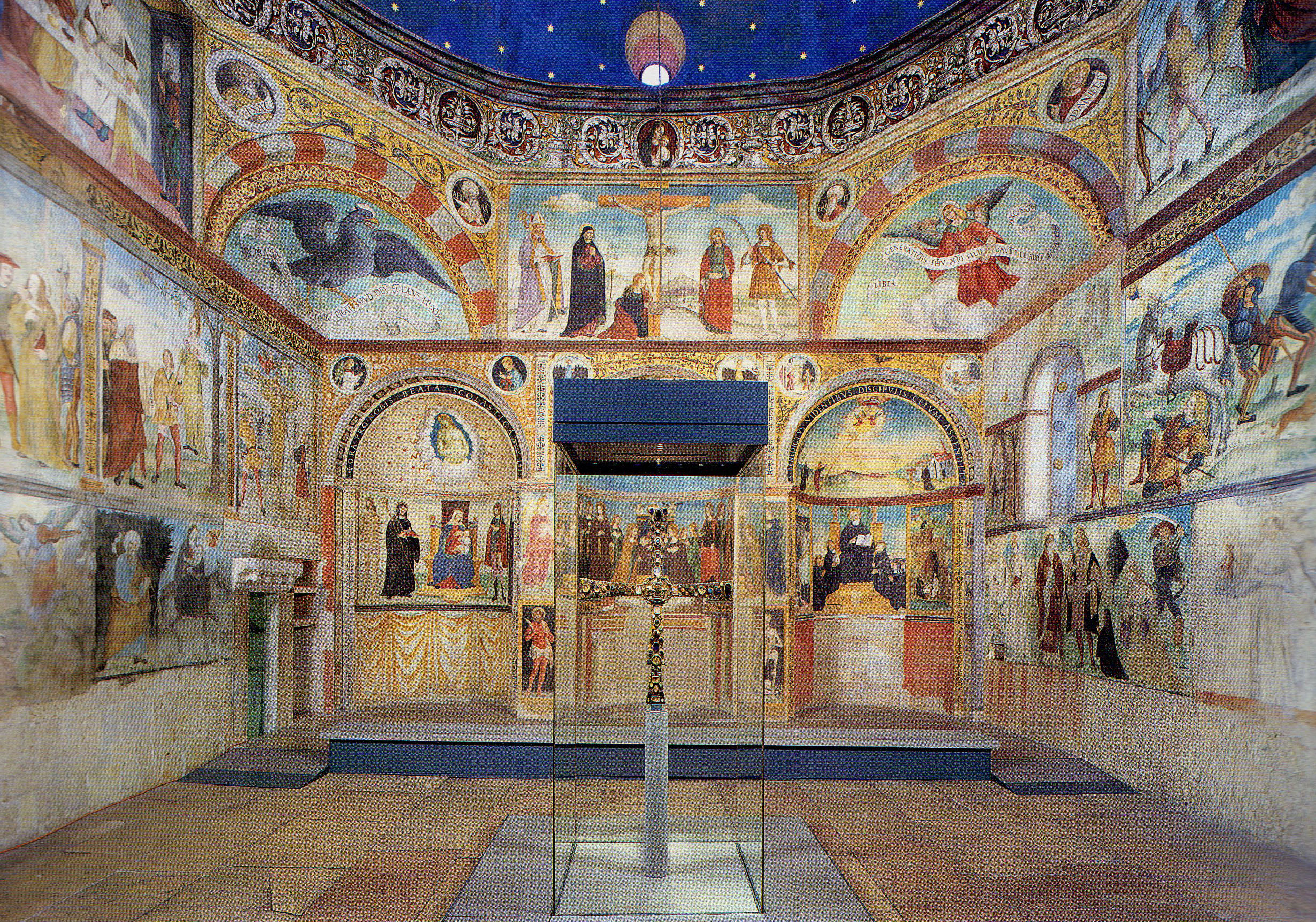
L'interno della Chiesa di Santa Maria in Solario con, al centro, la teca contenente la Croce di Desiderio

Il sacello di Santa Maria in Solario venne integrato al monastero nella metà del XII secolo. L’edificio ha una pianta quadrata a due piani coronata da un tiburio ottagonale con una piccola loggia ad archi. L’interno è costituito da due piani collegati tra di loro da una scala. Il piano inferiore non presenta particolari decorazioni o motivi particolari, molto probabilmente perché adibito a stanza di custodia del tesoro costituito da oggetti liturgici e preziosi vari; il piano superiore è quasi interamente affrescato con scene tratte dalla vita di Gesù e sono riconducibili all’opera di Floriano Ferramola.

## La leggenda
Sull'affannoso petto,

Lenta le palme, e rorida

Di morte il bianco aspetto,

Giace la pia, col tremolo

Sguardo cercando il ciel.»
(Alessandro Manzoni, Adelchi, coro dell'atto IV in cui viene descritta la morte di Ermengarda)
La tradizione vuole che all'interno del Monastero di Santa Giulia Ermengarda, figlia di re Desiderio e moglie rinnegata di Carlo Magno, abbia vissuto la sua tremenda vicenda umana di donna abbandonata dal marito perché non in grado di dare un erede all'imperatore. La vicenda era più complessa, in quanto i Longobardi minacciavano di attaccare lo stato della Chiesa; questo era alleato con i Franchi, il cui re, Carlo Magno appunto, dovette ripudiare la sua sposa per motivi politici.